# David Azin
David Azin (* 11. Januar 1990 in Köln) ist ein ehemaliger deutsch-armenischer Fußballspieler. Er spielte vorzugsweise als defensiver Mittelfeldspieler, konnte aber auch offensiv agieren.

## Verein
David Azin begann seine Karriere beim damaligen deutschen Landesligisten SpVg Porz-Gremberghoven, bevor er im Alter von fünfzehn Jahren zur Jugendabteilung des 1. FC Köln wechselte. Am 26. August 2008, dem zweiten Spieltag der Saison 2007/08, kam Azin das erste Mal für den 1. FC Köln in der A-Junioren-Bundesliga zum Einsatz. Er wurde beim 7:2-Heimsieg gegen Fortuna Düsseldorf in der 58. Minute für Burak Selöz eingewechselt. Insgesamt lief er in zwei Jahren dreizehn Mal in der U-19-Bundesliga auf. In der Saison 2007/08 wurde er mit dem 1. FC Köln Meister der U-19-Bundesliga West. Im Halbfinale der 2008 gesamtdeutschen Meisterschaft schied man jedoch gegen den späteren Meister SC Freiburg aus. Sowohl 2008, als auch 2009 gewann er mit der U-19 des 1. FC Köln den Mittelrheinpokal. Nach vier Jahren beim 1. FC Köln wechselte er Anfang 2010 zum armenischen Meister FC Pjunik Jerewan. Dort kam er am 14. September 2010 beim 3:0-Auswärtsspiel gegen Gandzasar Kapan zu seinem Debütspiel in der armenischen Bardsragujn chumb. Er wurde in der 74. Minute für Hovhannes Goharjan eingewechselt. Insgesamt bestritt er vier Spiele für FC Pjunik Jerewan und wurde armenischer Meister der Saison 2010. Nebenbei lief er auch für die zweite Mannschaft von FC Pjunik Jerewan auf und erzielte in der zweiten Liga zwei Tore. Am 24. September 2010 gewann Azin außerdem noch den Supercup im Spiel gegen Bananz Jerewan, in dem er sein Startelfdebüt gab. Azins Vertrag bei FC Pjunik Jerewan lief bis zum 31. Dezember 2011, jedoch kam er nicht mehr zum Einsatz. Anfang Juli 2011 bekam Azin deshalb die Erlaubnis sich beim niederländischen Zweitligisten FC Emmen im Probetraining vorzustellen. Dabei kam er auch im Testspiel gegen SC Veendam zum Einsatz, konnte jedoch nicht überzeugen, weshalb von einer Verpflichtung seitens des FC Emmen abgesehen wurde. Nach Ablauf seines Vertrages konnte er in einem dreiwöchigen Probetraining Anfang 2012 beim schwedischen Zweitligisten Assyriska Föreningen überzeugen. Dort unterschrieb er dann am 22. Februar 2012 einen Vertrag über zwei Jahre bis Ende Dezember 2014. Der Vertrag wurde am 13. November 2012 in gegenseitigem Einvernehmen wieder aufgelöst und er verließ Schweden. Ende März 2013 unterschrieb er einen Vertrag beim englischen Fünftligisten Ebbsfleet United. Dort kam er bis zum Saisonende 2012/13 aber nur zu zwei Ligaeinsätzen. Nach dem Abstieg in die sechste Liga verließ er im Sommer 2013 den Klub. Anfang August 2013 präsentierte sich Azin im Probetraining beim finnischen Erstligisten FF Jaro. Bereits einen Tag später unterschrieb er beim Klub einen Vertrag für die restliche Saison. Bis zum Saisonende 2013 wurde er achtmal eingesetzt. Nach dem Ende der Saison absolvierte Azin im November 2013 in Polen Probetrainings bei Pogoń Szczecin und Arka Gdynia. Im Januar 2014 schloss er sich dem portugiesischen Verein Union Madeira an, wo er bis zum Saisonende tätig war. Hiernach war Azin kurzzeitig vereinslos, ehe er sich im August 2015 dem Regionalligaaufsteiger FC Wegberg-Beeck anschloss, den er jedoch nach dem direkten Abstieg aus der Regionalliga wieder verließ. Dann war er bis zum Februar 2017 ohne Verein und ging anschließend für fünf Monate zum spanischen Drittligisten CD Eldense. Nach einem erneuten Jahr Vereinslosigkeit ging Azim für anderthalb Spielzeiten zum FC Ararat Jerewan. Von Januar bis Juli 2020 war er für Persela Lamongan in der ersten indonesischen Liga aktiv und beendete dann seine aktive Karriere.

## Nationalmannschaft
Azin absolvierte zwei inoffizielle Länderspiele für Westarmenien bei der CONIFA-Weltfußballmeisterschaft 2018, einem Turnier für Staaten, Minderheiten, staatenlosen Völkern und Regionen, die nicht Mitglied der FIFA sind. 

## Erfolge
- Meister der U-19 Bundesliga West: 2008
- U-19-Mittelrheinpokalsieger: 2008, 2009
- Armenischer Meister: 2010
- Armenischer Superpokalsieger: 2010